# Funiculaire du Vieux-Québec

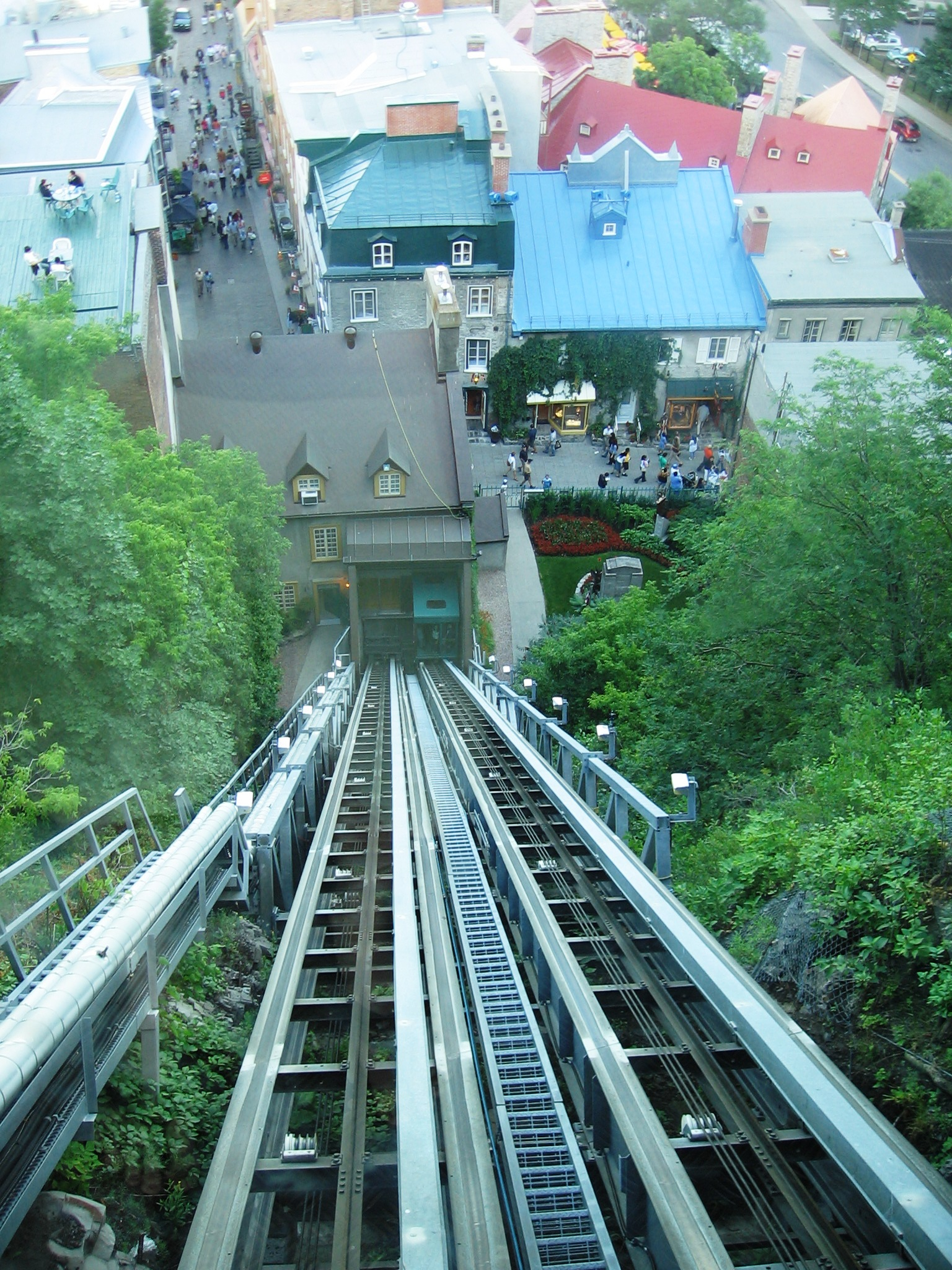
Blick zur Talstation

Der Funiculaire du Vieux-Québec ist eine ehemalige Standseilbahn, die heute ein Schrägaufzug ist, in der kanadischen Stadt Québec. In der Altstadt verbindet sie die Oberstadt (Haute-Ville) auf dem Felssporn Cap Diamant mit der Unterstadt (Basse-Ville) am Sankt-Lorenz-Strom.
Der Schrägaufzug hat eine Länge von 64 Metern und überwindet dabei 59 Meter Höhendifferenz, die maximale Neigung beträgt 45°. Auf der doppelspurigen, elektrifizierten Strecke verkehren zwei Wagen. Die Bergstation befindet sich bei der Dufferin-Terrasse, die Talstation an der Rue du Petit-Champlain im einstigen Wohnhaus des französischen Entdeckers Louis Joliet.
Die Standseilbahn wurde am 17. November 1879 eröffnet. Ursprünglich war sie eine Wasserballastbahn, die Umstellung auf elektrischen Betrieb erfolgte im Jahr 1907. Am 2. Juli 1945 zerstörte ein Großbrand die Bahn, die Wiederherstellung dauerte ein Jahr. Umfangreiche Renovationen fanden in den Jahren 1978 und 1998 statt.